# Hispaniolaamazone

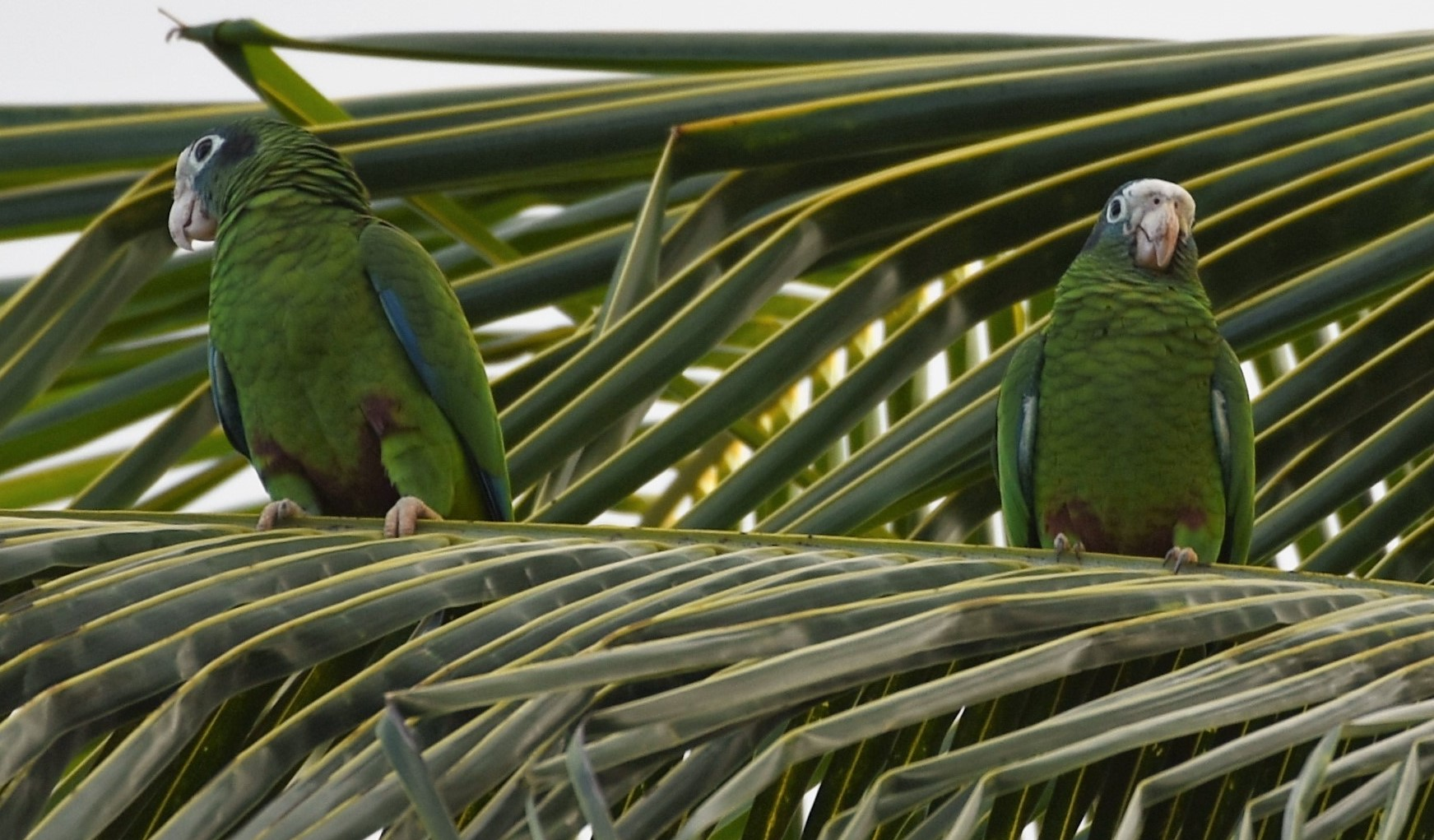
Hispaniolaamazonen in Bávaro, Punta Cana, Dominikanische Republik

Verbreitungsgebiet der Hispaniolaamazone (grün: ursprüngliches Vorkommen; rot: eingeführtes Vorkommen)

Die Hispaniolaamazone (Amazona ventralis), früher Blaukronenamazone, seltener Haitiamazone oder auch San-Domingo-Amazone genannt, ist eine Papageienart aus der Unterfamilie der Neuweltpapageien. Die Grundfärbung des Gefieders dieser 28 Zentimeter groß werdenden Amazonenart ist grün. An Kopf, Brust und Oberseite weisen die Federn einen schwarzen Saum auf. Am Kopf sind die Stirn sowie die Augenzügel weiß. Die Ohrendecken und die Oberaugenstreifen sind bei dieser Art schwarz. Der Unterbauch ist rotbraun. Die Armschwingen und die Armschwingendecken sind bei dieser Amazonenart blau, wobei die Federn an den Außenfahnen grün gesäumt sind. Die Art weist keinen Geschlechtsdimorphismus auf.
Hispaniolaamazone zählen zu den endemischen Arten der Amazonenpapageien. Ihre Verbreitung ist auf die Insel Hispaniola und einige angrenzende Inseln begrenzt. Auf Puerto Rico ist diese Art eingeführt worden. Ihr Lebensraum reicht vom ariden Flachland bis zu den Bergwäldern. Ähnlich wie andere Amazonenpapageien nomadisieren die in Paaren, Familiengruppen und gelegentlich auch kleinen Schwärmen lebenden Papageien in ihrem Verbreitungsgebiet. Sie fressen Früchte, Samen, Beeren, Nüssen und möglicherweise auch Blüten. Dabei fallen sie gelegentlich auch auf landwirtschaftlich genutzte Flächen ein. Angaben zur Fortpflanzung dieser Tiere gibt es nur aus Gefangenschaft. Danach schlüpfen die Jungvögel nach einer Brutdauer von 25 Tagen.
Der Bestand der Tiere wird auf etwa 4.000 bis 5.000 Individuen geschätzt. Die Bestände sind dabei in der Dominikanischen Republik drastisch zurückgegangen. Auf Haiti gilt die Art als fast ausgestorben. Nachzuchten in menschlicher Obhut gab es unter anderem in den Zuchtstationen der sehr seltenen Puerto-Rico-Amazone. Bruterfahrene Hispaniolaamazone wurden dort auch als Ammen zur Aufzucht dieser seltenen Amazonenart eingesetzt.